# Força d'Emergència de les Nacions Unides

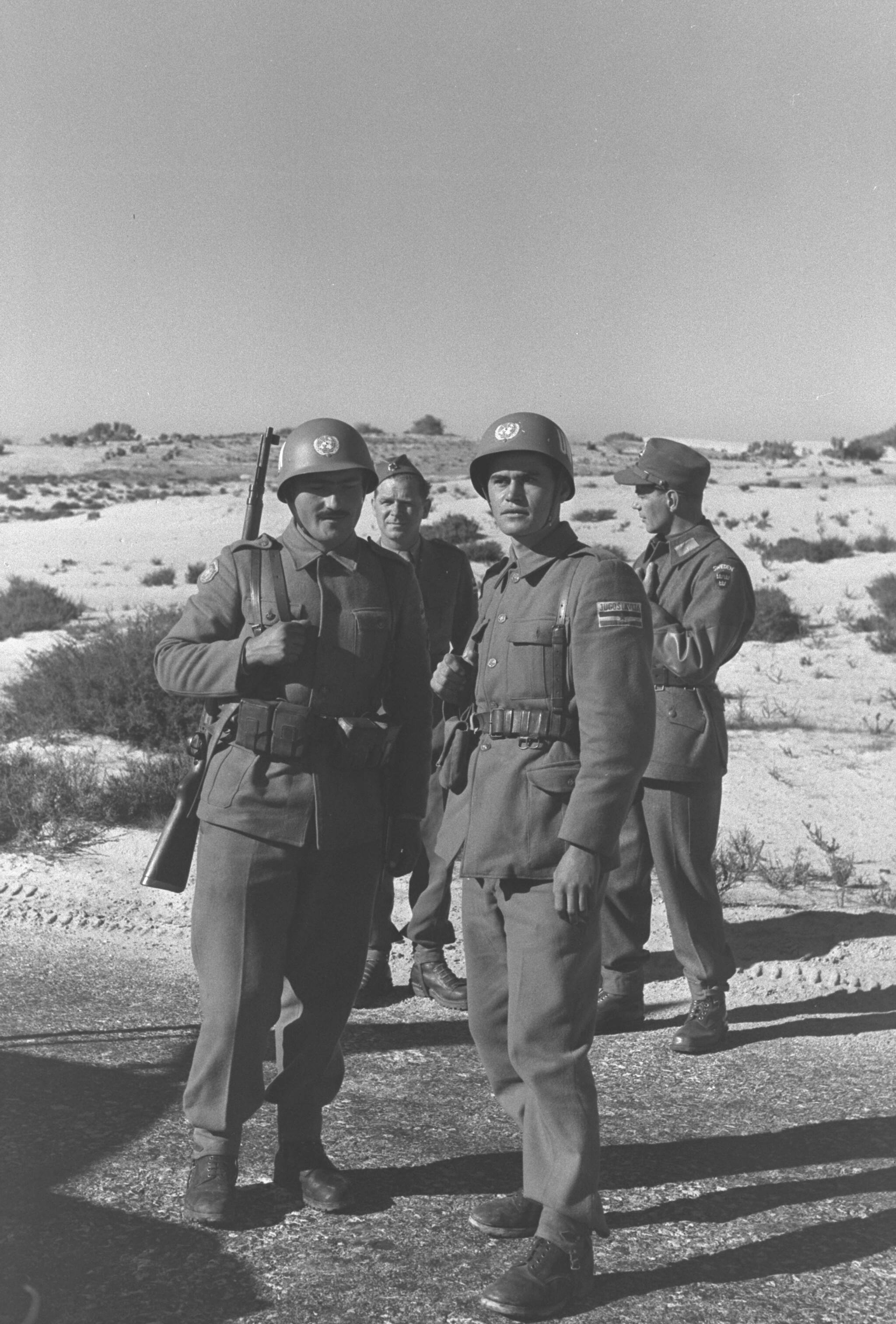
Soldats iugoslaus al Sinaí el 1957

La Força d'Emergència de les Nacions Unides (FENU), en anglès United Nations Emergency Forces (UNEF), és un contigent creat per l'Organització de les Nacions Unides (ONU) l'any 1956, durant la confrontació entre l'aliança de França, el Regne Unit i Israel contra Egipte, coneguda com a Crisi de Suez o Guerra del Sinaí.
Un segon contingent de les Nacions Unides, conegut com a UNEF II, es desplegà a la regió entre l'octubre de 1973 i el juliol de 1979, per tal garantir el compliment dels acords posteriors a la Guerra del Yom Kippur.

## Comandament de la UNEF

### UNEF I
El comandament general del contingent, establert a la ciutat de Gaza, va recaure en els següents militars:
- Tinent General E.L.M. Burns (Canadà). Novembre de 1956 a desembre de 1959
- Tinent General P. S. Gyani (Índia). Desembre de 1959 a gener de 1964
- General Carlos F. Paiva Chaves (Brasil). Gener de 1964 a agost de 1964
- Coronel Lazar Mušicki (Iugoslàvia). Agost de 1964 a gener de 1965
- General Syseno Sarmento (Brasil). Gener de 1965 a gener de 1966
- General Indar J. Rykhye (Índia). Gener de 1966 a juny de 1967

### UNEF II
El segon contingent de la UNEF fou dirigit pels següents càrrecs:
- Tinent General Ensio P. H. Siilasvuo (Finlàndia). Octubre de 1973 a agost de 1975
- Tinent General Bengt Liljestrand (Suècia). Agost de 1975 a novembre de 1976
- General Rais Abin (Indonèsia). Desembre de 1976 a setembre de 1979

## Països participants

### UNEF II
Els països que van contribuir amb personal a aquest contingent van ser:
- Austràlia. Contingent aeri, amb helicòpters i personal
- Àustria. Infanteria
- Canadà. Logística, amb mitjans aeris i unitats de servei
- Finlàndia. Tropes d'infanteria
- Ghana. Tropes d'infanteria
- Indonèsia. Tropes d'infanteria
- Irlanda. Tropes d'infanteria
- Nepal. Tropes d'infanteria
- Panamà. Tropes d'infanteria
- Perú. Tropes d'infanteria
- Polònia. Logística, amb enginyeria mèdica i unitats de transport
- Senegal. Tropes d'infanteria
- Suècia. Tropes d'infanteria